# Paul Rendall
Paul Anthony George Rendall (Londra, 18 febbraio 1954 – 13 giugno 2023) è stato un rugbista a 15 britannico, internazionale per l'Inghilterra, pilone dei London Wasps per 15 stagioni.

## Biografia
Ingegnere di professione, crebbe nel sobborgo di Slough nella cui squadra militò prima di entrare nei London Wasps nel 1976.
A livello internazionale si mise in luce nel 1984, a trent'anni, debuttando per l'Inghilterra nel Cinque Nazioni di quell'anno contro l'Irlanda.
Prese poi parte alla Coppa del Mondo di rugby 1987 da titolare, e fu anche incluso nella rosa di quella del 1991, in cui disputò il suo ultimo incontro internazionale, contro l'Italia a Twickenham.
Terminata l'attività, si diede alla carriera tecnica, allenando anche la sua squadra d'origine a Slough fino a tutto il 2012-13.
Rendall è morto nel 2023, per complicazioni della SLA.

## Palmarès
- Premiership: 1
London Wasps: 1989-90